# Đại Đặng
Đại Đặng (tiếng Trung: 大嶝街道; Hán-Việt: Đại Đặng nhai đạo; bính âm: Dàdèng Jiēdào) là một phường đảo thuộc quận Tường An, thành phố Hạ Môn, tỉnh Phúc Kiến, Trung Quốc. Phường này có bốn đảo là Đại Đặng,  Tiểu Đặng, Giác và bãi ngầm Bạch Cáp, ba đảo đầu được gọi chung là 'tam đảo'. Trong Khủng hoảng Eo biển Đài Loan lần 2 vào năm 1958, Quốc vụ viện Trung Quốc tuyên dương quần đảo là "tam đảo anh hùng" (英雄三島). Thời Dân Quốc, các đảo này thuộc huyện Kim Môn, và chính phủ Trung Hoa Dân Quốc tại Đài Loan hiện vẫn quy thuộc quần đảo thuộc huyện Kim Môn.

## Lịch sử

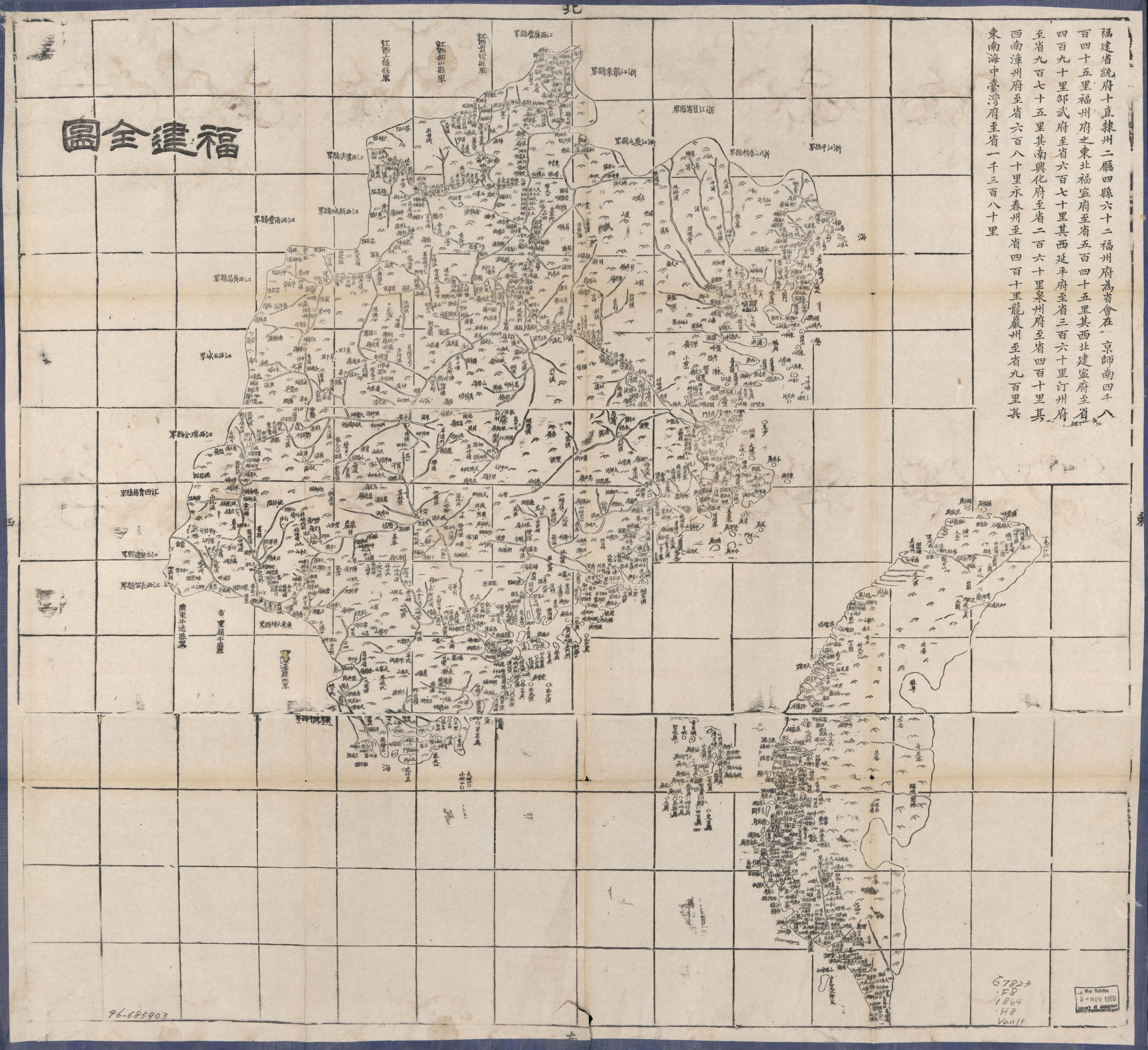
Đại Đặng và Tiểu Đặng
(ghi là 大嶝㠘 và 小嶝㠘)

Từ thời nhà Tống đến đầu thời Dân Quốc,  khu vực được gọi là làng Tường Phong (翔風里).:99
Năm 1914, khu vực Đại Đặng hiện nay trở thành bộ phận của huyện Tư Minh thuộc Hạ Môn.:99 Năm 1915, khu vực được chuyển sang thuộc huyện Kim Môn.:99
Nhật Bản chiếm đóng Kim Môn trong Chiến tranh Trung-Nhật từ năm 1937 đến năm 1945. Trong giai đoạn này, chính quyền huyện Kim Môn chuyển đến Đại Đặng.
Các đảo này nằm dưới quyền kiểm soát của quân cộng sản từ 9 tháng 10 hoặc từ 15 tháng 10 năm 1949, ban đầu được quy thuộc huyện Nam An.:99 Trong dịp lễ Thanh minh năm 2005, một đài tưởng niệm hơn 300 binh sĩ quân Giải phóng được dựng lên trên đảo Đại Đặng.
Trước Chiến dịch Kim Môn vào cuối tháng 10 năm 1949, quân Giải phóng tập hợp lực lượng tại Áo Đầu (澳頭) (thuộc Tân Điếm,  Hạ Môn), Đại Đặng và Liên Hà (蓮河) (khi đó thuộc Nam An,  nay thuộc Tân Điếm).
Khu Đại Đặng (大嶝區) được thành lập vào năm 1949.
Đến ngày 3 tháng 9 năm 1954, 14 đại pháo 120mm và 155mm của quân Giải phóng tại Hạ Môn và Đại Đặng bắn sáu nghìn quả vào quần đảo Kim Môn trong năm tiếng.  Hai sĩ quan thuộc nhóm cố vấn Mỹ thiệt mạng trong sự kiện này,. Đến sáng ngày 5 tháng 9, ba tàu sân bay, một tàu tuần dương và ba tàu khu trục từ Hạm đội 7 Hoa Kỳ đã túc trực, tuần tra trên eo biển Đài Loan, cách đảo Kim Môn vài km.  Đến ngày 7 tháng 9, quân Quốc dân Đảng phản ứng khi cho 76 máy bay không kích các mục tiêu ven biển của Đại lục.
Đến tháng 11 năm 1955, một tuyến đường đắp cao dài khoảng 1,9 km giữa đảo Đại Đặng và đất liền được xây dựng. Ngày 28 cùng tháng đó, quân Quốc dân Đảng sử dụng các lựu pháo 155mm bắn 240 quả vào công trình này,  quân Giải phóng bắn trả 680 quả, tuy nhiên không có ghi nhận về thiệt hại lớn nào.
Trong Khủng hoảng eo biển Đài Loan lần thứ hai vào năm 1958, Đại Đặng là một trong những điểm quân Giải phóng dùng để bắn phá Kim Môn. Cũng trong năm 1958, khu Đại Đặng trở thành công xã chiến địa Đại Đặng. Tháng 1 năm 1971, công xã chiến địa Đại Đặng (cùng với Tiểu Đặng và Liên Hà) trở thành bộ phận của huyện  Đồng An (sau là quận Đồng An).:99
Năm 1984, công xã chiến địa Đại Đặng trở thành hương Đại Đặng. Năm 1991, xã Đại Đặng trở thành trấn Đại Đặng. Đến năm 2002, Đại Đặng được xác định là một khu mậu dịch lữ hành với Đài Loan (对台旅游商贸区). Năm 2003, trấn Đại Đẳng được chuyển thuộc quận Tường An. Năm 2005, trấn Đại Đẳng trở thành nhai đạo Đại Đẳng.
Năm 2019, các kế hoạch xây dựng một sân bay mới trên đảo Đại Đặng dự kiến tăng gấp đôi diện tích đảo.

## Địa lý

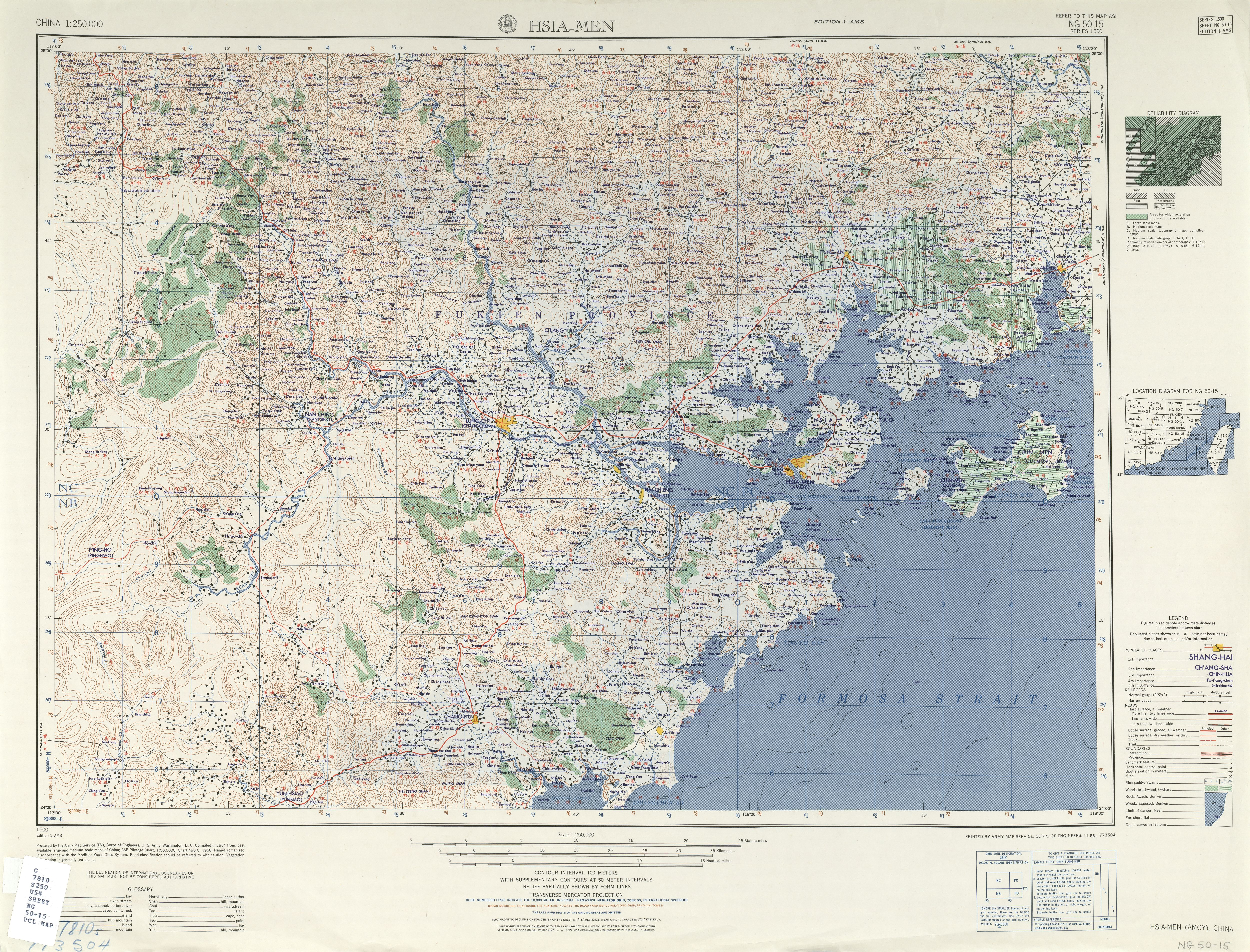
Đại Đặng (ghi là Ta-teng Tao), Tiểu Đặng (ghi là Hsiao-teng) và đảo Giác (ghi là Chiao Hsü) (1954)

Nhai đạo Đại Đặng gồm một số đảo ngoài khơi:
- Đại Đặng (Dadeng[3] (Tateng,[16][17][21] Twalin;[22] ) (大嶝岛)
- Tiểu Đăng (Xiaodeng[3] , Hsiaoteng,[21] Town I.,[22] Siao Deng[23]) (小嶝岛)
- Đảo Giác (Jiaoyu[3]/Jiao Yu[24] , Chiao I.,[25] Reef I.[22] 角屿)
- Đá ngầm Bạch Cáp (Baihajiao , 白蛤礁/白哈礁)

Đại Đặng, Tiểu Đặng và đảo Giác thuộc huyện Kim Môn vào thời Dân Quốc và vẫn được phía Kim Môn của THDQ yêu sách. Các đảo nằm dưới quyền kiểm soát của Cộng hòa Nhân dân Trung Hoa từ ngày 9 tháng 10 hoặc 15 tháng 10 năm 1949.
Khi thủy triều thấp, bờ biển gần Mã Sơn (馬山) ở phía bắc Kim Sa, Kim Môn cách đảo Giác 1,8 kilômét (1,1 mi). Vùng nước có nhiều đá khiến việc đi lại giữa hai khu vực trở nên khó khăn.